# Stefan Elliott
Stefan Elliott, född 30 januari 1991, är en kanadensisk professionell ishockeyspelare som är kontrakterad till NHL-organisationen Ottawa Senators och spelar för deras farmarlag Belleville Senators i AHL.
Han har tidigare spelat på NHL-nivå för Nashville Predators, Arizona Coyotes och Colorado Avalanche och på lägre nivåer för Wilkes-Barre/Scranton Penguins, Milwaukee Admirals och Lake Erie Monsters i AHL, HV71 i SHL, Ak Bars Kazan i KHL, och Saskatoon Blades i WHL.

## Spelarkarriär

### Junior
Elliott spelade först juniorhockey med Vancouver North West Giants i BC Major Midget League (BC MML) innan han flyttade vidare till Saskatoon Blades i WHL. I hans första fulla säsong med Blades säsongen 2007-08 ledde Elliott försvarets poängliga med 31 assist och 40 poäng.
Under den följande säsongen 2008-09 förbättrades Elliott offensiv förmåga som återigen vann poängligan för försvarare med 15 mål och 55 poäng. 

### Proffskarriär

#### NHL (I)

##### Colorado Avalanche
Han draftades av Colorado Avalanche i den andra rundan, som 49:e spelare totalt i NHL-draften 2009. 
Den 21 mars 2011 undertecknade Elliott ett treårigt rookiekontrakt med Avalanche. Den 16 april 2011 fick han ansluta sig till Avalanche farmarlag Lake Erie Monsters i AHL. I hans första fulla professionella säsongen 2011-12 återkallades Elliott från Monsters av Avalanche den 25 november 2011. Följande dag den 26 november 2011 gjorde Elliott hans första mål i sin NHL-debut mot Devan Dubnyk i Edmonton Oilers vilket visade sig vara matchavgörande.

##### Arizona Coyotes
Den 10 september 2015 tradades han till Arizona Coyotes i utbyte mot Brandon Gormley.

##### Nashville Predators
Den 15 januari 2016 blev han tradad till Nashville Predators i utbyte mot Victor Bartley.

#### KHL

##### Ak Bars Kazan
Han skrev på för Ak Bars Kazan i KHL den 29 september 2016.

##### HK Dinamo Minsk
Han tradades från Kazan till HK Dinamo Minsk i utbyte mot Rob Klinkhammer den 8 september 2017.

#### HV71
Bara ett par veckor senare, den 21 oktober 2017, skrev han på för HV71 i SHL.

#### NHL (II)

##### Pittsburgh Penguins
Den 1 juli 2018 skrev han på ett ettårskontrakt värt 650 000 dollar med Pittsburgh Penguins.

##### Ottawa Senators
Den 5 december 2018 ingick han i en trade som skickade honom tillbaka till Ottawa Senators tillsammans med Tobias Lindberg, i utbyte mot Ben Sexton och Macoy Erkamps.

## Statistik
| 2006–2007  | Vancouver North West Giants    | BC MML     | 36  | 12 | 19  | 31  | 18 | —  | — | —  | —  | — |
|            | Saskatoon Blades               | WHL        | 1   | 0  | 0   | 0   | 0  | —  | — | —  | —  | — |
| 2007–2008  | Saskatoon Blades               | WHL        | 67  | 9  | 31  | 40  | 17 | —  | — | —  | —  | — |
| 2008–2009  | Saskatoon Blades               | WHL        | 71  | 16 | 39  | 55  | 26 | 7  | 1 | 3  | 4  | 4 |
| 2009–2010  | Saskatoon Blades               | WHL        | 72  | 26 | 39  | 65  | 24 | 10 | 3 | 5  | 8  | 4 |
| 2010–2011  | Saskatoon Blades               | WHL        | 71  | 31 | 50  | 81  | 14 | 10 | 3 | 5  | 8  | 0 |
|            | Lake Erie Monsters             | AHL        | —   | —  | —   | —   | —  | 5  | 0 | 2  | 2  | 0 |
| 2011–2012  | Colorado Avalanche             | NHL        | 39  | 4  | 9   | 13  | 8  | —  | — | —  | —  | — |
|            | Lake Erie Monsters             | AHL        | 30  | 5  | 9   | 14  | 4  | —  | — | —  | —  | — |
| 2012–2013  | Colorado Avalanche             | NHL        | 18  | 1  | 3   | 4   | 2  | —  | — | —  | —  | — |
|            | Lake Erie Monsters             | AHL        | 44  | 5  | 8   | 13  | 6  | —  | — | —  | —  | — |
| 2013–2014  | Colorado Avalanche             | NHL        | 1   | 1  | 0   | 1   | 0  | —  | — | —  | —  | — |
|            | Lake Erie Monsters             | AHL        | 61  | 14 | 14  | 28  | 14 | —  | — | —  | —  | — |
| 2014–2015  | Colorado Avalanche             | NHL        | 5   | 0  | 0   | 0   | 2  | —  | — | —  | —  | — |
|            | Lake Erie Monsters             | AHL        | 64  | 19 | 21  | 40  | 22 | —  | — | —  | —  | — |
| 2015–2016  | Arizona Coyotes                | NHL        | 19  | 2  | 4   | 6   | 4  | —  | — | —  | —  | — |
|            | Nashville Predators            | NHL        | 2   | 0  | 0   | 0   | 0  | —  | — | —  | —  | — |
|            | Milwaukee Admirals             | AHL        | 35  | 8  | 11  | 19  | 14 | 3  | 0 | 1  | 1  | 2 |
| 2016–2017  | Ak Bars Kazan                  | KHL        | 31  | 4  | 7   | 11  | 12 | 1  | 0 | 0  | 0  | 0 |
| 2017–2018  | HV71                           | SHL        | 34  | 4  | 17  | 21  | 14 | 2  | 0 | 0  | 0  | 2 |
| 2018–2019  | Wilkes-Barre/Scranton Penguins | AHL        | 20  | 1  | 7   | 8   | 4  | —  | — | —  | —  | — |
|            | Belleville Senators            | AHL        | —   | —  | —   | —   | —  | —  | — | —  | —  | — |
| NHL totalt | NHL totalt                     | NHL totalt | 84  | 8  | 16  | 24  | 16 | —  | — | —  | —  | — |
| AHL totalt | AHL totalt                     | AHL totalt | 274 | 53 | 77  | 130 | 68 | 8  | 0 | 3  | 3  | 2 |
| WHL totalt | WHL totalt                     | WHL totalt | 282 | 82 | 159 | 241 | 81 | 27 | 7 | 13 | 20 | 8 |